# Грей, Ричард (геймдизайнер)
Ричард «Левелорд» Грей (15 ноября 1957, Нью-Хейвен) — американский дизайнер компьютерных игр, наиболее известный тем, что принимал участие в создании уровней к играм Duke Nukem 3D и SiN. Во время разработки дополнения к Duke Nukem 3D он покинул 3D Realms и принял участие в учреждении и соосновании компании Ritual Entertainment. В настоящее время живёт в России.

## Биография
Родился в 1957 году в городе Нью-Хейвен, штат Коннектикут. В 1968 году переехал в город Нью-Кейнан в том же штате, и в 1972 году поступил в Стейт Колледж, Пенсильвания.
В 1976 году вступил в военно-морские силы США и в течение года прослужил помощником боцмана на борту корабля быстрой боевой поддержки класса Sacramento, USS Detroit. Затем три года провел на службе техником океанических систем, и занимался отслеживанием советских подводных лодок, будучи в Адаке, Аляска и Норфолке, Виргиния. Окончил службу в 1980 году и переехал в Лос-Анджелес.
Получил технический диплом по бизнес-ориентированному программированию в Центре компьютерного обучения в Лос-Анджелесе в 1981 году и три года работал в компании Kirkhill Rubber Company в городе Брея, штат Калифорния. Ходил в колледж Fullerton Community College в течение года пока работал в Kirkhill, и потом учился два года на полный день в колледже Санта Моники. Позднее поступил в Калифорнийский университет в Лос-Анджелесе по специальности математика/компьютерные науки, и отучился там четыре года. Позднее, в 1990 году покинул Калифорнию и уехал в Манхэттен учиться год компьютерной графике в Нью-Йоркском университете. После окончания курса вернулся в Коннектикут, где три года работал в Bauer Aerospace в качестве супервайзера программного обеспечения.

## Карьера
Самым первым проектом Левелорда был сборник уровней для Doom озаглавленный GrayDOOM, и который он выложил в феврале 1994 года в игровой секции портала CompuServe. Его уровни привлекли внимание Ника Ньюхарда из Q Studios, и его в сентябре взяли создавать уровни для игры Blood. В это время у Ричарда появился псевдоним Левелорд. Изначально он подписывал свои электронные письма внутри компании как Level lord, и позднее подпись слилась в одно слово. Однако, Ричард позднее в итоге ушел в 3D Realms, так как желал быть ближе к id Software, а из всех его уровней, сделанных для Blood, ни один не был включен в игру.
В 3D Realms Грей занимался разработкой уровней для Duke Nukem 3D, и по мнению критиков, он сделал лучшую половину игры, такие уровни как The Abyss, Incubator, Warp Factory, Hotel Hell. В Duke Nukem 3D впервые появилась его «пасхальное яйцо», надпись «Вообще-то, вас здесь быть не должно» с подписью Levelord.
Позднее, в августе 1996 года, Ричард получил предложение от своих коллег-разработчиков и покинул 3D Realms, став основателем и соучредителем компании Ritual Entertainment.
Первой игрой в Ritual стало дополнение к Quake под названием Quake: Scourge of Armagon, выпущенное в феврале 1997 года, к которому Грей сделал часть уровней. Он также создал первую карту вида «острова в пустоте», под названием HIPDM1, The Edge of Oblivion, и карты такого типа позднее стали считаться классикой.
При разработке American McGee's Alice компания Rogue Entertainment лицензировала технологии у Ritual, которая модернизировала исходную версию движка id Tech 3. Сотрудники Ritual оказали разработчикам игры помощь в улучшении дизайна уровней. Ричард приехал в компанию Rogue и сделал первые два уровня и придумал всю деревню Гномов. По его словам, скриптовый язык движка был приближен к C++ специально для Alice, что упростило процесс разработки. Геймдизайнерам Alice хотелось заставить игрока увлечься, несмотря на то что на первых уровнях было мало монстров, и для этого Левелорд добавил множество двигающихся и вращающихся элементов на уровни.
В 1998 году Ричард занимался созданием уровней к игре SiN, где использовал множество разрушаемых элементов на картах, а также впервые создал уровни, в которых окружающие предметы были непропорционально большими по сравнению с самими игроками.
После SiN Ritual выпустило игру Heavy Metal: F.A.K.K.², где Ричард также занимался дизайном уровней.
Считалось, что в 2000 году в процессе разработки игры Serious Sam: The First Encounter Ричард помогал Croteam отлаживать уровни, а также консультировал разработчиков игры и оказывал им моральную поддержку. В 2019 году в интервью компании RUVDS Ричард опровергнул это, сказав, что для Croteam он никогда ничего не делал. По его словам, единственное что он сделал — это похвалил игру, и Croteam поставили его цитату на обложку игры. Сам же Левелорд был добавлен на первый уровень игры как «пасхалка» вместе с остальными разработчиками игры. В том же году консультировал Gearbox Software по поводу разработки Half-Life: Blue Shift.
По лицензии «Звёздного пути» Ritual в 2002 году создало продолжение крайне успешной игры Star Trek: Voyager Elite Force, игру Star Trek: Elite Force II.
В 2002 году Gearbox Software просрочило сроки разработки Counter-Strike: Condition Zero, и в результате разработка была передана Ritual Entertainment, которая занялась созданием одиночной кампании для игры. Однако, после отзывов тестировщиков, которые не удовлетворили компанию Valve, в 2003 году разработка перешла к компании Turtle Rock Studios, которая в итоге отказалась от наработок Ritual. Доработанная «сюжетная» версия от Ritual была выпущена как отдельная игра в комплекте с основной и получила подзаголовок Condition Zero Deleted Scenes.
В начале 2004 года было выпущено дополнение к Delta Force: Black Hawk Down под названием Delta Force: Black Hawk Down – Team Sabre, переданное NovaLogic для разработки компанией Ritual. Кроме дизайна уровней, Ричард в этом проекте выступил исполнительным продюсером.
В 2006 году в Ritual решили вернуться к вселенной игры SiN и создать её продолжение. SiN Episodes было решено издавать в виде сериала, и планировалось выпустить девять эпизодов, в каждом по 4-6 часов игры. Пилотный выпуск SiN Episodes: Emergence вышел в мае 2006 года. Однако игра не собрала достаточно денег для издания следующего эпизода, хоть и окупилась. После этого Ричард покинул Ritual.
В 2012 году переехал в Россию. В 2016 году Gearbox Software выпустило дополнение к Duke Nukem 3D под названием Alien World Order, которое вошло в состав сборника 20th Anniversary World Tour, и для его разработки пригласило разработчиков оригинальной игры, Аллена Блюма и Ричарда Грея. Грей сделал часть уровней к игре, к примеру, Red Ruckus, действие которого происходит в Москве.